# Tetrachlorogoldsäure
Tetrachlorogoldsäure, HAuCl4 ist eine chemische Verbindung von Gold und Chlor und ein wichtiger Ausgangsstoff für andere Goldverbindungen.

## Gewinnung und Darstellung
Die einfachste und wichtigste Gewinnungsart von Tetrachlorogoldsäure ist die Auflösung von elementarem Gold in Königswasser, einer Mischung aus Salz- und Salpetersäure. Nitrosylchlorid – das aktive Reagens in Königswasser – muss durch Abrauchen mit Salzsäure entfernt werden, wobei Nitrose Gase bzw. Stickstoffdioxid entweichen:
{\displaystyle \mathrm {2\ Au+2\ NOCl+3\ Cl_{2}+2\ HNO_{3}\rightarrow } } {\displaystyle \mathrm {2\ HAuCl_{4}+4\ NO_{2}} }
Eine weitere Möglichkeit, Tetrachlorogoldsäure darzustellen, ist die Reaktion von Gold(III)-chlorid und Salzsäure.
{\displaystyle \mathrm {AuCl_{3}+HCl\longrightarrow HAuCl_{4}} }

## Eigenschaften

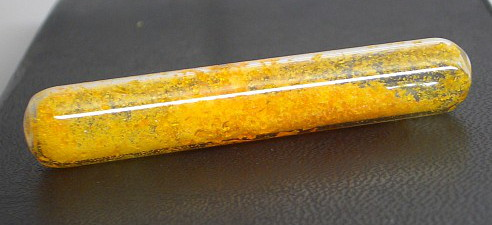
Tetrachlorogoldsäure, kristallin

Tetrachlorogoldsäure kristallisiert in langen, hellgelben Nadeln, die in feuchter Umgebung leicht zerfließen. In Wasser und Ethanol löst sie sich leicht. Sie besitzt eine monokline Kristallstruktur mit der Raumgruppe P21/c (Raumgruppen-Nr. 14) (a = 6,57, b = 11,6, c = 15,0 Å, β =  104°).

## Verwendung
Da sich Tetrachlorogoldsäure leicht gewinnen lässt, dient sie als Ausgangssubstanz zur Herstellung anderer Goldverbindungen, oder von Gold-Nanopartikeln. In der Photographie wird sie für Tonbäder verwendet, um einen purpurnen Farbton des Fotos zu erhalten. Auch für die Vergoldung kann Tetrachlorogoldsäure eingesetzt werden.

## Sicherheit
Gelangt Tetrachlorogoldsäure auf die Haut, wird diese unter Blasenbildung verätzt. Lichteinstrahlung auf die betroffene Stelle verfärbt diese violett.